# Scolopendrellopsis eucalyptica
Scolopendrellopsis eucalyptica är en mångfotingart som beskrevs av Ulf Scheller 1961. Scolopendrellopsis eucalyptica ingår i släktet smaldvärgfotingar, och familjen slankdvärgfotingar. Inga underarter finns listade i Catalogue of Life.